# E. P. Thompson
Edward Palmer Thompson (Oxford, 3 de fevereiro de 1924 — Worcester, 28 de agosto de 1993) foi um historiador inglês de orientação marxista.

## Biografia
Durante a Segunda Guerra Mundial lutou na Itália contra o governo fascista liderado por Benito Mussolini. Foi sargento num regimento de tanques britânicos na Campanha da Itália. Estudou no colégio Corpus Christi em Cambridge, onde aderiu ao Partido Comunista Britânico. Em 1946 formou um grupo de estudos históricos marxistas junto com Christopher Hill, Eric Hobsbawm, Perry Anderson, Rodney Hilton, Dona Torr, dentre outros.
Lecionou na Universidade de Leeds em cursos não acadêmicos dirigidos aos trabalhadores. Foi professor da Universidade de Warwick de 1965 a 1971. Nos anos 1970, lecionou esporadicamente em universidades estadunidenses como a de Pittsburg, Rutgers, Brown e Dartmouth College. Após as denúncias de Nikita Khrushchev, rompeu em 1956 com o Partido Comunista e tornou-se contrário às práticas de Stalin. Atuou como pacifista antinuclear nos anos 1980, voltando a lecionar em 1988 no Queen's University de Kingston, Ontário, entre 1988 e 1989 na Universidade de Manchester, Inglaterra e de 1989 a 1990 na Universidade Rutgers.
Em 1983 se tornou um dos líderes das manifestações populares contra a instalação de mísseis americanos de média distância pelos países europeus membros da OTAN. Milhões foram às ruas clamar por pacifismo num momento que que o presidente americano Ronald Reagan e seus parceiros políticos-ideológicos Margaret Thatcher e Helmut Kohl davam início a uma das fases mais tensas da Guerra Fria. Sua experiência e engajamentos políticos ainda serviriam para formular as teses da Terceira Via, que acreditou que seria a campeã nas transformações que ocorriam no Bloco Soviético em 1989, e que, em seguida, poderiam ganhar força no Ocidente, através dos partidos verdes e da transformação dos Partidos Comunistas e Socialistas em uma nova esquerda. Sofreu uma grande desilusão com a vitória neoliberal inclusive no Leste Europeu. A família de Thompson não divulgou a causa da morte.

## Obra
Boa parte de sua obra foi vinculada a questões e discursos dos próprios trabalhadores. Thompson mostrou que essa classe não é construída somente em termos econômicos, pois se baseia na construção histórica de experiência. Quando se faz uma releitura do passado busca-se a multiplicidade de experiência, tenta-se revalorizar as perdas e os ganhos desses subalternos, que tiveram uma grande importância histórica, pois só assim  compreendem-se os conflitos e os processos de transformação.
Thompson descreve a consciência de classe e as experiências manipuladas dentro dos termos culturais, vendo que grande parte dessa experiência da classe determinou as relações produtivas dentro das quais os homens nascem e são inseridos a ela de modo involuntário. Seus estudos atenderam às diversas partes da história, principalmente da história social. Da história do trabalho à história da cultura inspirou pesquisas originais sobre sindicalismo, partidos políticos, movimentos sociais, escravidão, campesinato, crimes, motins, entre outros. Thompson interroga o neoliberalismo e o  marxismo ortodoxo. Nunca definiu-se como um culturalista, pois para ele o estudioso ou o estudo que se fecha em uma teoria e uma conclusão está condenado. Tentava imprimir em seu fazer historiográfico o movimento e a dialética da cultura e do fazer-se das classes.

## Publicações
- A Formação da Classe Operária Inglesa (3 volumes);
- Senhores e Caçadores;
- A Miséria da Teoria;
- Costume em Comum - estudo sobre cultura popular tradicional;
- A Economia Moral Revisitada;
- A Política e a Teoria.